# Словник староукраїнської мови XIV—XV ст.
«Словни́к староукраї́нської мо́ви XIV—XV ст.» — 2-томний історичний словник староукраїнської (руської) мови пізнього середньовіччя й раннього нового часу. Виданий у 1977—1978 роках, у Києві, у видавництві Наукова думка. Укладачами були провідні українські мовознавці та історики мови: Дмитро Гринчишин, Уляна Єдлінська, В. Л. Карпова, Іван Керницький, Лев Полюга, Розалія Керста, Михайло Худаш. Головним редактором була Лукія Гумецька.
Словник реєструє актову лексику першого етапу середнього періоду історії української писемної мови. Містить 11.528 слів. Базується на 939 пам'ятках офіційно-ділового стилю. Створений за принципом тезауруса. Представлена вся апелятивна та ономастична лексика. Подає максимально повний виклад усіх наявних значень, семантичних відтінків, словосполучень з докладною розробкою статей службових слів за всіма їх синтаксичними функціями.
Вперше в лексикографічній практиці із зазначенням фонетичної і графічної варіативності слів. Запроваджується цифрова статистика значень, семантичних відтінків і функцій засвідчених у пам'ятках офіційно-ділового стилю XIV—XV ст. слів, а також усіх наявних фонетичних і графічних варіантів у формах з різними деформаціями включно. База для етимологічних досліджень, для порівняльного вивчення слов'янських мов та їх взаємодії з іншими мовами. Відзначений премією ім. І. Я. Франка (1981).

## Особливості
Застосовано ряд нововведень: у заголовне слово винесені всі фонетичні і графічні варіанти; запроваджена цифрова статистика при кожному реєстровому слові, його значеннях, відтінках, фонетичних і дублетних граматичних формах; послідовно враховані мовні факти з різних територій поширення української мови; поданий повний перелік усіх граматичних форм та ін.
- Кількість слів: 11.528
- Джерела: 939 пам'яток офіційно-ділового стилю.

Колектив, який очолював Дмитро Гринчишин, мав у планах укладати словник староукраїнської мови ХІ—XVIII століть, але колективу укладачів не дозволили цього зробити, не дозволяли навіть укладати словника XIV—XVIII століть. Вчених, які вважали, що українська писемна мова починає свій відлік щонайменше з XI століття, звинувачували в націоналізмі. Але оскільки всі слов'янські народи вже працювали над таким словником, то щоб не відставати, академія наук та Інститут мовознавства погодилися, щоб колектив авторів укладав такий словник. Тому автори почали не з ХІ століття, а з XIV століття.
Словник базується лише на ділових пам'ятках досліджуваного періоду. Значну частину джерел словника складають грамоти, написані в канцеляріях Молдавського князівства, де «західноруська» мова вживалася в той час як єдина. Серед грамот — дарчі, підтвердні, купчі, жалувані, договірні, присяжні, розсудні, правові, розмежувальні. До джерельної бази входили також листи, тестаменти, інвентарі, люстрації, угоди, статути та інші.
На думку Василя Німчука, незалучення до джерел словникового матеріалу Четьі Мінеї 1489 року (яка кількісно переважає лексику, зафіксовану в усіх знайдених грамотах ХІV—ХV століть, написаних староукраїнською мовою) — збіднило реєстр словника.
Професор Л. Гумецька побудувала словник лише на пам'ятках ділового стилю й таким чином зуміла обійти тогочасну радянську цензуру. І хоч укладачі словника зазнавали постійної критики з боку тогочасних ідеологів (праця визнавалась неактуальною, а тематика застарілою), все ж завдяки наполегливості Л. Гумецької вона була довершена, видана, а її вартість для науки належно оцінена.

## Укладачі
- Гринчишин Дмитро Григорович
- Гумецька Лукія Лукіянівна — редактор.
- Єдлінська Уляна Ярославівна
- В. Л. Карпова
- Керста Розалія Йосипівна
- Керницький Іван Михайлович
- Полюга Лев Михайлович
- Худаш Михайло Лукич